# Rafał Hadziewicz
Rafał Hadziewicz (* 13. Oktober 1803 in Zamch; † 7. September 1883 in Kielce) war ein polnischer Historien- und Ikonenmaler.

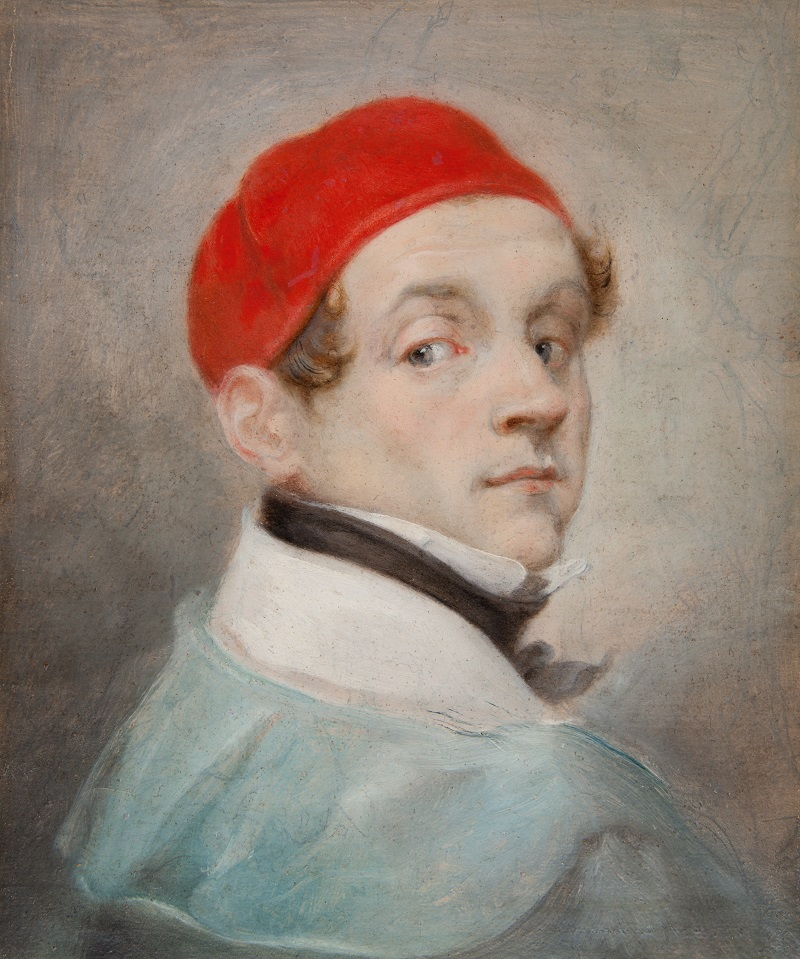
Selbstbildnis

## Leben
Hadziewicz wurde in Zamch geboren. Von 1816 bis 1822 besuchte er die Kunstschule. Im Jahr 1822 studierte er an der Warschauer Universität u. a. bei den bekannten Malern Anton Blank und Antoni Brodowski. Nach Erhalt eines Stipendiums reiste er 1829 nach Dresden und später nach Paris, dort studierte er an der berühmten Französischen Schule der Malerei. Im Jahr 1831 führte er sein Studium in Rom fort. Er blieb in Rom für ein Selbststudium der Meister. In dieser Zeit zeichnete er viele gut erhaltene Zeichnungen.

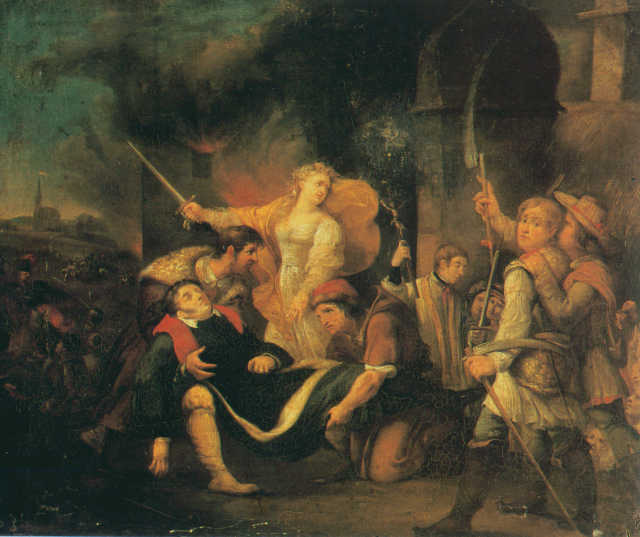
Rafał Hadziewicz: Der Tod des Generals Henryk Kamieński

Im Jahr 1834 ging er nach Krakau und malte dort einige Ikonen für die orthodoxen Kirchen. Im Jahr 1839 verließ er Krakau und ging nach Moskau, dort leitete er das Departement der Schönen Künste und der Mathematik bis 1844. In diesem Jahr kehrte er nach Warschau zurück und war dort Professor an der Warschauer Kunstschule. Am Ende seines Lebens, im Jahr 1871, sollte er eine neue Stelle an der Universität von Kielce antreten.
Fünf Wochen vor seinem 80. Geburtstag starb Hadziewicz am 7. September 1883 in Kielce und fand seine letzte Ruhestätte auf dem Powązki-Friedhof in Warschau.

## Rezeption
Hadziewicz malte unzählige religiöse Bildnisse und Porträts, aber er war auch bekannt für seine historischen Bilder, die oft verglichen werden mit der italienischen Renaissance und dem europäischen Barock.

## Werke
- Disputation des heiligen Augustinus mit den Donatisten.
- Salome mit dem Johanneshaupte. 1835.
- Die heilige Praxedis. 1838.
- Der heilige Valentin als Krankenpfleger. 1839.